# شخصیت کانونی
شخصیت کانونی (انگلیسی: Focal character) در هر روایتی، شخصیتی است که مخاطب قرار است بیشتر علاقه و توجه خود را به او معطوف کند. این شخصیت‌ها تقریباً همیشه قهرمان داستان هستند. در مواردی که «شخصیت کانونی» و «شخصیت اصلی» از هم جدا هستند، احساسات و جاه‌طلبی‌های شخصیت کانونی به‌گونه‌ای است که قهرمان داستان قرار نیست با آن همدلی کند (تفاوت اصلی بین این دو). شخصیت کانونی عمدتاً برای این‌که صرفاً «هیجان» داستان باشد، خلق شده است. شخصیت کانونی، بیش از هر کس دیگری، «کسی است که کانون توجهات روی او متمرکز می‌شود؛ و مرکز توجه است؛ کسی که واکنش‌هایش بر صفحه غالب است».